# Erast Parmasto
Erast Parmasto (tot 1935 Erast Parro) (Nõmme, 28 oktober 1928 – 24 april 2012) was een bekende Estse mycoloog, biowetenschapper en botanicus, en was directeur van het Estische Instituut van Zoölogie en Plantkunde. 
Parmasto werd lid van het Estische Instituut van Zoölogie en Plantkunde in 1950 en was directeur van 1985 tot 1990. Zijn oprichting van een paddenstoelherbarium in 1950 heeft sindsdien erkenning opgeleverd van 160.000 monsters, waarvan 37.000 die Parmasto zelf heeft verzameld.
Parmasto publiceerde tijdens zijn academische carrière meer dan 200 artikelen en zijn werken worden vaak gebruikt in populaire wetenschappelijke en academische tijdschriften in Estland. Zijn expertise op het gebied van mycologie heeft ertoe geleid dat hij de bijnaam "Seenevana" of de "grote oude man van de paddenstoelen" heeft gekregen. Als mycoloog, het vakgebied waarmee Parmasto het meest werd geassocieerd, stond hij vooral bekend om de oprichting en verbetering van databases voor paddenstoelensoorten in Estland. Hij was ook de auteur van het eerste Estische leerboek over biosystematiek ooit. Hij was een van de drijvende krachten achter de oprichting van het natuurreservaat Liiva-Putla, een van de slechts vijf gebieden die zijn aangelegd voor de bescherming van paddenstoelen in Europa.
Hij diende als voorzitter van de Estische Naturalisten Sociëteit tussen 1973 en 1976 en was erelid van de vereniging vanaf 1988. Tussen 1973 en 1981 was hij ook de academische secretaris van de afdeling Chemische, Geologische en Biologische Wetenschappen van de Estische Academie van Wetenschappen. Later zou hij van 1987 tot 1995 werkzaam zijn als hoogleraar plantkunde en ecologie aan de Universiteit van Tartu. 
Parmasto werkte als senior onderzoeker bij de afdeling Mycologie van het Instituut voor Landbouw- en Milieuwetenschappen aan de Estische Universiteit van Levenswetenschappen.

## Onderscheidingen
Hij ontving in 1976 de Karl Ernst von Baeri-medaille. In 2008 ontving hij de Eerik Kumari Award voor zijn bijdragen aan Biowetenschappen. Jaanus Kala, plaatsvervangend secretaris-generaal van het ministerie van Milieu en voorzitter van de jury van de prijs zei over de wetenschapper: "Erast Parmasto heeft zijn levenswerk gewijd aan het bestuderen van de natuur en het promoten van de bescherming ervan bij het publiek".